# W.S. Van Dyke
Woodbridge "Woody" Strong Van Dyke II (San Diego, 21 de març de 1889 - Brentwood, 5 de febrer de 1943) va ser un director de cinema estatunidenc.

## Biografia
En la seva infantesa va participar com a actor infantil en circuits de vodevil. Després de dedicar-se a treballs diversos com a miner, llenyataire, treballador ferroviari o mercenari, es va traslladar a Hollywood. El primer treball al món del cinema va ser com a ajudant de direcció a la pel·lícula de David Wark Griffith, Intolerance: Love's Struggle Throughout the Ages (1916). Durant l'època del cinema mut, va aprendre l'ofici per convertir-se, ja en el cinema sonor, en un dels directors més destacats de la Metro-Goldwyn-Mayer.
Dins de la indústria del cinema, Van Dyke va rebre el sobrenom d'"One Take Woody" per la rapidesa amb què complia els seus treballs, encara que en la dècada de 1920 no va destacar per la qualitat. De totes maneres, la MGM va valorar Van Dyke com un dels directors més versàtils que tenia, en poder dedicar-se amb igual efectivitat a drames, comèdies, westerns o musicals. Moltes de les seves pel·lícules van ser rendibles per a la taquilla.
Van Dyke va rebre nominacions per al premi Oscar per El sopar dels acusats (1934) i San Francisco (1936). A part d'aquests, Van Dyke va dirigir clàssics com Trader Horn (1931), Tarzan the Ape Man (1932), Manhattan Melodrama (1934) i Maria Antonieta (1938). També va ser conegut per haver dirigit a Myrna Loy i William Powell a quatre de les pel·lícules de la sèrie Thin Man: El sopar dels acusats (1934), After the Thin Man (1936), Another Thin Man (1939) i Shadow of the Thin Man (1941).
La seqüència del terratrèmol a la pel·lícula San Francisco és considerada com una de les millors escenes d'efectes especials que mai s'han filmat. Van Dyke també va ser conegut pel gran treball que feia amb els extres, per la qual cosa va ser considerat un dels directors més estimats de la indústria.
Promogut a coronel abans de la Segona Guerra Mundial, Van Dyke es va allistar al Cos de Marines dels Estats Units d'Amèrica i va reclutar dins de la mateixa oficina de la MGM a actors com Clark Gable, James Stewart, Robert Taylor i Nelson Eddy. El director no va sobreviure a la guerra. Malalt d'un càncer terminal, va dirigir la seva última pel·lícula Journey For Margaret on mostrava pel que s'estava lluitant en aquesta guerra, pels nens. Aquesta pel·lícula va catapultar a l'estrella juvenil Margaret O'brien.
Van Dyke va rebutjar qualsevol cura mèdica. En els últims anys i després d'enormes esforços pel dolor, es va acomiadar de la seva dona, dels seus fills, del seu cap d'estudi Louis B. Mayer, i es va suïcidar al seu apartament de Brentwood, Los Angeles, Califòrnia.
Woody Van Dyke té una estrella al Passeig de la Fama de Hollywood per la seva contribució al món del cinema, situat en el 6141 del Hollywood Boulevard.

## Filmografia seleccionada
- 1916: Oliver Twist
- 1924: Half-A-Dollar Bill
- 1927: Winners of the Wilderness
- 1928: White Shadows in the South Seas
- 1932: Tarzan the Ape Man
- 1933: The Prizefighter and the Lady
- 1933: Eskimo
- 1934: Forsaking All Others
- 1934: El sopar dels acusats (The Thin Man)
- 1934: Manhattan Melodrama
- 1935: I Live My Life
- 1935: Naughty Marietta
- 1936: Rose Marie
- 1936: Love on the Run
- 1936: After the Thin Man
- 1936: San Francisco
- 1936: His Brother's Wife
- 1937: Rosalie
- 1937: The Prisoner of Zenda
- 1937: Personal Property
- 1938: Sweethearts
- 1938: Maria Antonieta (Marie-Antoinette)
- 1939: Another Thin Man
- 1939: It's a Wonderful World
- 1940: Bitter Sweet
- 1940: I Love You Again
- 1940: I Take This Woman
- 1940: New Moon
- 1941: Shadow of the Thin Man
- 1941: I Married an Angel

## Premis i nominacions
| Any  | Categoria                | Pel·lícula       | Resultat |
| ---- | ------------------------ | ---------------- | -------- |
| 1935 | Oscar al millor director | The Thin Man     | Nominat  |
| 1937 | Oscar al millor director | San Francisco    | Nominat  |
| 1938 | Copa Mussolini           | Marie Antoinette | Nominat  |